# Ostrava-Svinov (nádraží)
Ostrava-Svinov (do 60. let 20. století Svinov-Vítkovice, potom přibližně do roku 1993 Ostrava-Poruba) je železniční stanice na adresách Peterkova 79/5, Peterkova 132 a prosklená přístavba na ul. Peterkova 107/16 nacházející se ve Svinově, jedné z ostravských městských částí.
Stanice leží na trati Přerov–Bohumín a ve stanici z ní odbočují tratě do Opavy a Českého Těšína. Dominantou stanice je neobarokní výpravní budova z roku 1845 s prosklenou přístavbou odbavovací haly postavenou podle projektu architekta Václava Filandra v roce 2006. Objekt je kulturní památkou.
Ve stanici zastavují vlaky všech kategorií dopravců České dráhy, RegioJet či LEO Express.
Do roku 2018 zde byl informační systém HIS-VOICE s hlasem populárního herce, režiséra a dabéra Václava Knopa od firmy mikroVOX, nyní je zde instalován systém INISS od firmy CHAPS s hlasem herečky a dabérky Kateřiny Mendlové Horáčkové (původně mezi lety 2018 až 2021 s hlasem brněnské herečky Danuše Hostinské-Klichové). Od roku 2018 je stanice řízena z Centrálního dispečerského pracoviště Přerov.
Před nádražím je umístěna kovová socha Levitace od sochaře Davida Moješčíka.

## Historie
Nádraží bylo postaveno v rámci budování Severní dráhy císaře Ferdinanda v úseku z Lipníka nad Bečvou do Bohumína, který byl dokončen v roce 1847. Dokončení tohoto úseku mělo zpočátku význam především kvůli dolům na Ostravsku. Po dokončení opavské přípojky v roce 1855 začalo toto nádraží nabývat na významu a po dokončení Vítkovické závodní dráhy (VZD) v roce 1888 se stalo též nákladním nádražím s velkým počtem seřaďovacích kolejí zasahujících až do prostor pozdější dálnice D1. Jeho využití bylo v 70. a 80. letech 20. století podtrženo těžbou uhlí v přilehlém dole Svinov.[zdroj?]
Původní nádraží bylo dvakrát rozšířeno, a to v 70. letech 19. století a poté v roce 1895, kdy se z něho stal architektonický a urbanistický celek v neobarokním slohu. Začátkem 20. století mělo podobu dochované výpravní budovy s krytým prvním nástupištěm a dále valy nahrnutými mezi dalšími kolejemi.
V roce 1909 byl na zasedání vítkovického zastupitelstva podán návrh na změnu názvu nádraží z „Schönbrunn" na „Schönbrunn - Witkowitz".
Ve 20. letech 20. století byla vystavěna lávka, přes kterou bylo v místech jižního podchodu možné se bezpečně přesouvat mezi nástupišti ČSD a VZD. Naopak v místech pozdějšího severního podchodu vedl úrovňový přechod přes koleje (viz historické fotografie v galerii níže). Zhruba v polovině 90. let 20. století byla lávka kvůli jejímu nevyhovujícímu technickému stavu snesena a pro příchod k vlakům tak sloužil do roku 2003 (kdy byly vybudovány podchody) pouze zmiňovaný úrovňový přechod.

### Tramvajové tratě

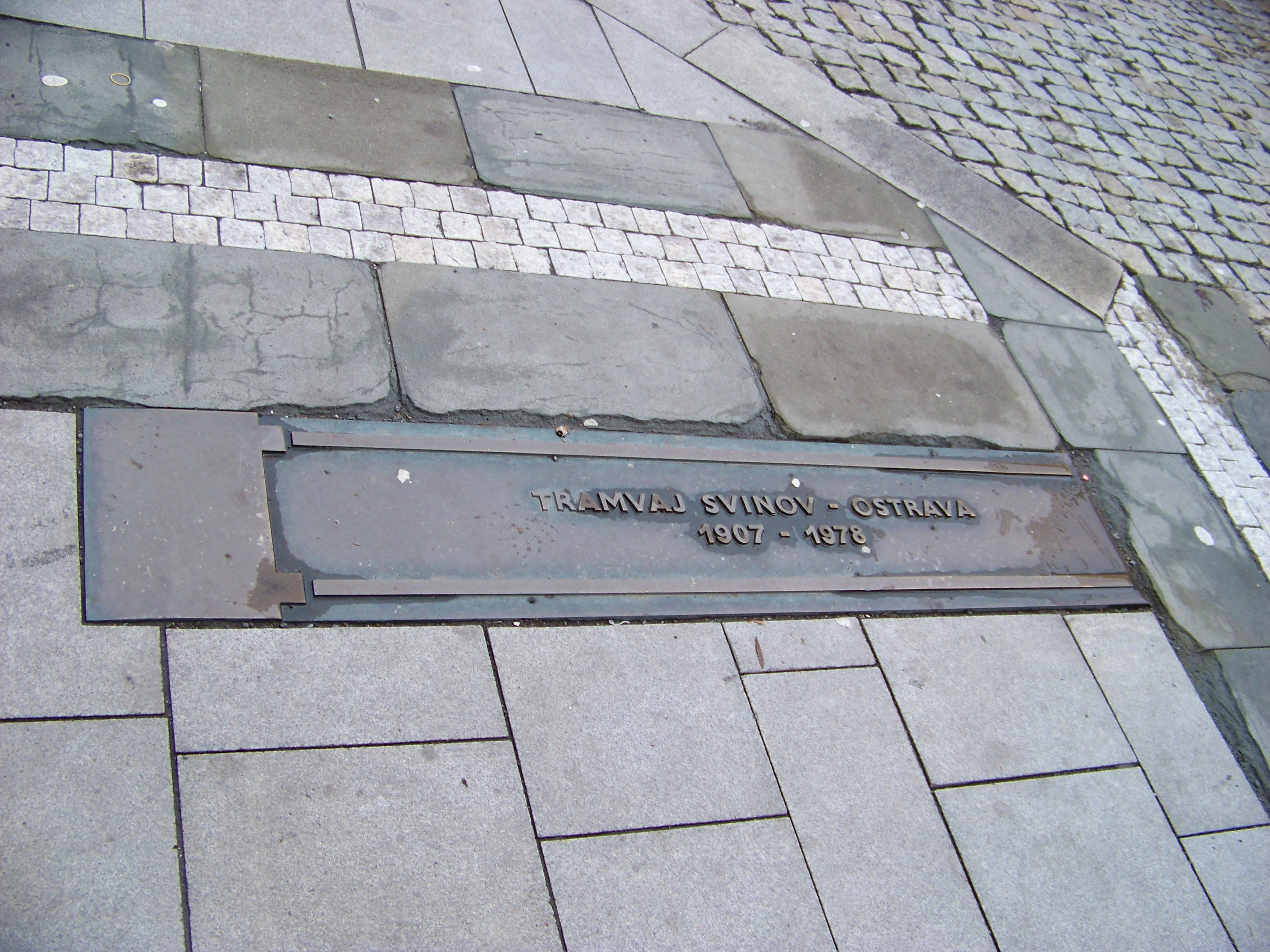
Připomínka tramvajové trati na svinovském přednádraží

V prostoru před výpravní budovou nádraží vedly historicky 3 tramvajové tratě do:
- Kyjovic – původní železniční trať z roku 1925 byla v letech 1943 až 1948 přestavěna na tramvajovou trať a v úseku mezi svinovským nádražím a Porubou sloužila až do roku 1970, po němž zůstala v provozu pouze současná trať Poruba-Kyjovice,[13]
- Klimkovic – původní železniční trať z roku 1911 byla v roce 1926 přestavěna na tramvajovou trať a sloužila až do roku 1978,[14]
- Přívozu – od roku 1907 sem vedla tramvajová trať z Moravské Ostravy než byla s rozšířením svinovských mostů v 70. letech 20. století odkloněna do rozrůstající se Poruby.[8]

### Dostavba Polanecké spojky
S rostoucím vytížením VZD přestávala její jedna kolej stačit potřebám spojení mezi Svinovem a Vítkovicemi a tak byly začátkem 60. let 20. století obnoveny plány na dostavbu a zprovoznění tzv. Polanecké spojky. Jejím prostřednictvím se 22. prosince 1964 otevřela větev trati z Kunčic přes Vítkovice na Svinov nebo Polanku nad Odrou, čímž byla zprovozněna trať Svinovem a Českým Těšínem.

### Křižovatka dělníků a havířů
Především v 80. letech 20. století nádražím procházely denně tisíce dělníků a havířů, kteří dojížděli z okolí pracovat do ostravských továren a šachet. Svinovská nádražní restaurace, stánky a bufety na nástupištích díky tomu vyexpedovaly jedno z největších množství jídel mezi stravovacími podniky v Ostravě. Podle tehdejšího provozovatele se tam denně prodalo 35 hektolitrů piva, 2500 obložených housek, 2000 obložených chlebíčků a 150 kg hotových salátů. Ve stánku na „opavském“ nástupišti se prodalo 100 kg hrubých párků s hořčicí.

### Zánik dráhy do Vítkovic
1. července 1991 byla na VZD ukončena osobní doprava a v roce 1995 byl snesen úsek kolejí po ocelárny. Pozůstatkem této trati je ocelový příhradový most přes řeku Odru z roku 1926, na kterém byla zřízena cyklostezka, a násyp s opěrnými zdmi mostků v místní části Nová Ves. Tím došlo také k uvolnění místa pro úsek dálnice D1 Ostrava-Rudná – Hrušov budovaný v letech 2003 až 2007.

### Povodně v roce 1997
Nádraží bylo zasaženo povodněmi v roce 1997, neobešlo se to bez rabování.

### Kompletní rekonstrukce nádraží
Rekonstrukce v letech 2001 až 2006 byla součástí výstavby 2. železničního koridoru a byla prováděna za plného provozu nádraží. Celkové náklady na obnovu svinovského nádraží vyšly na 580,6 milionu korun.

#### Rekonstrukce trati a nástupišť
V první etapě mezi lety 2001 a 2003 proběhla výstavba nových krytých nástupišť a k nim vedoucích podchodů na jižní a severní straně nádraží. Na tomto základě bylo optimalizováno i okolní kolejiště. „Opavskému“ nástupišti v severní části nádraží byl zachován jeho historický ráz.

#### Rekonstrukce přednádraží
V další etapě mezi lety 2003 a 2005 vznikl vybouráním dvou protilehlých a dvou vzdálených objektů nový přednádražní prostor s autobusovými zastávkami, parkovacími plochami, odpočinkovou zónou s vodními prvky a nový provozní objekt dopravního podniku s informačním střediskem města.

#### Rekonstrukce výpravní budovy
V poslední etapě mezi lety 2004 a 2006 byla provedena rekonstrukce výpravní budovy, ze které byly během 70. a 80. let 20. století necitlivě sneseny veškeré architektonické články, osekány římsy a bosáže a dvojitá okna s obloukovým nadpražím byla vyměněna za typová zdvojená, kyvná.
Architekt Václav Filandr nechal upravit budovu do její historické podoby, pro navýšení kapacity k ní nechal přidat moderní přístavbu vstupní haly v hi-tech stylu z oceli a skla. Přístavba byla zvolena maximálně průhledná, takže historická část nebyla zatlačena do pozadí.
Tato citlivá rekonstrukce byla v roce 2007 oceněna několika architektonickými cenami.
Jelikož kvůli poddolování celý objekt za svou životnost klesl i s územím přibližně o 1 metr, kryté 1. nástupiště přestalo sloužit pro nástup do vlaků a stalo se venkovní čekárnou se stromy, retro stánky a venkovním posezením restaurace.

#### Otevření rekonstruovaného nádraží
Dne 29. června 2006 byla za přítomnosti primátora města Ostravy a představitelů Českých drah, Správy železniční dopravní cesty, společnosti OHL ŽS, Státního fondu dopravní infrastruktury a Moravskoslezského kraje rekonstrukce oficiálně ukončena. Současně byla také oficiálně ukončena modernizace další části koridorové trati] v úseku Studénka – Ostrava.

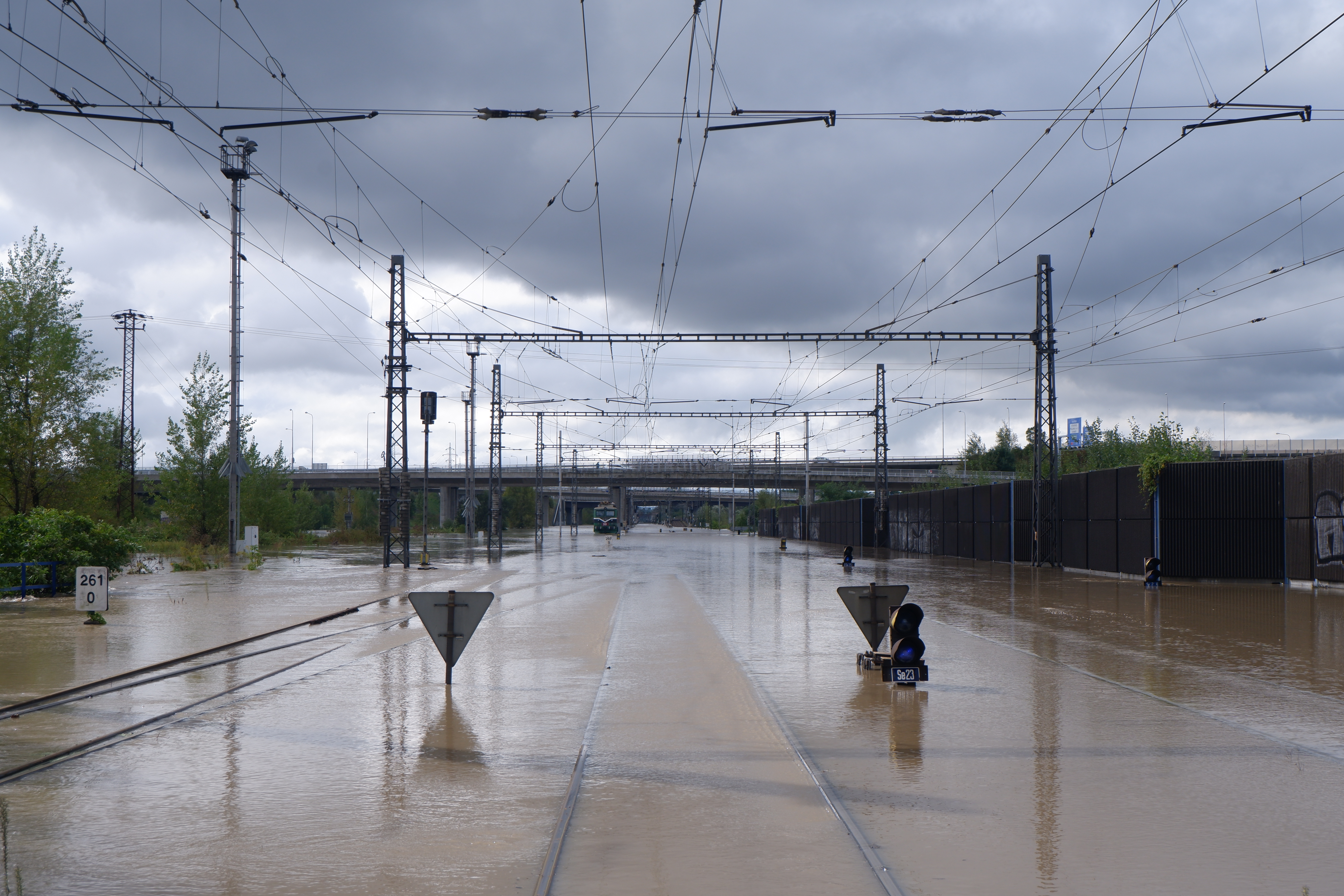
Zaplavené jižní zhlaví stanice (15. 9. 2024)

### Povodně v roce 2024
Areál nádraží byl zasažen povodní v roce 2024. Voda napáchala škody tak jako před 27 lety ve výpravní budově a nově také v obou podchodech, které byly kompletně zatopeny. Železniční provoz ve stanici byl zcela zastaven od rána v neděli 15. září do pondělí 23. září ráno, kde však vlaky z jihu končily, neboť hlavní nádraží dosud nebylo po povodni v provozu.

### Dřívější názvy[29]
- 1847–1907 Schönbrunn
- 1907–1918 Schönbrunn-Witkowitz
- 1918–1939 Svinov-Vítkovice
- 1939–1942 Schönbrunn-Witkowitz
- 1943–1945 Schönbrunn (Oder)
- 1945–1961 Svinov-Vítkovice
- 1961–1993 Ostrava-Poruba
- 1993–dosud Ostrava-Svinov

## Propojení se svinovskými mosty

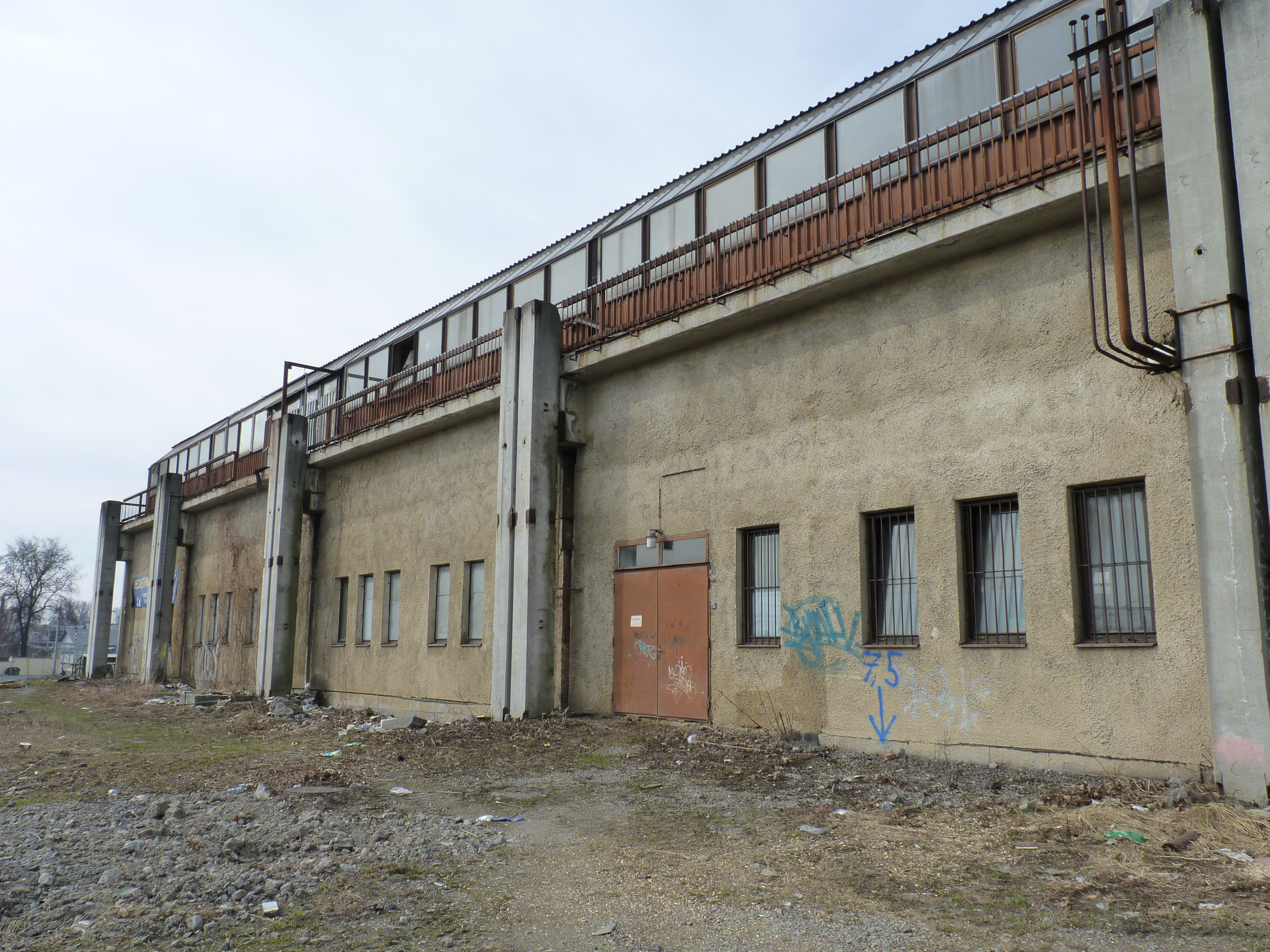
Svinovské „plato“ před demolicí (2010)

V 70. letech 20. století se předpokládala výstavba nové výpravní budovy, která by byla spojena s nově vystavěnými svinovskými mosty tzv. „platem“. To mělo být vybaveno i pojízdnými chodníky, avšak celý záměr se nikdy nerealizoval. Bylo postaveno jen to tzv. „plato“, které představovalo pasáž, k níž vedla od nádraží ocelová konstrukce s pozvolně stoupajícím chodníkem. Komerční prostory pasáže nejčastěji obsazovali trhovci s levnou módou. Postupem času se staly nevzhlednými a tak je po různých časových průtazích nechalo město na podzim roku 2010 zbourat. Uvolněný prostor plánoval soukromý investor zastavět novým třípatrovým obchodním molem s restauracemi a kavárnami, přes které by se cestující dostali z nádraží na svinovské mosty „suchou nohou“. K tomuto záměru však nakonec nedošlo, proto v těchto místech vede pouze nekrytý chodník.

## Galerie

### Současnost

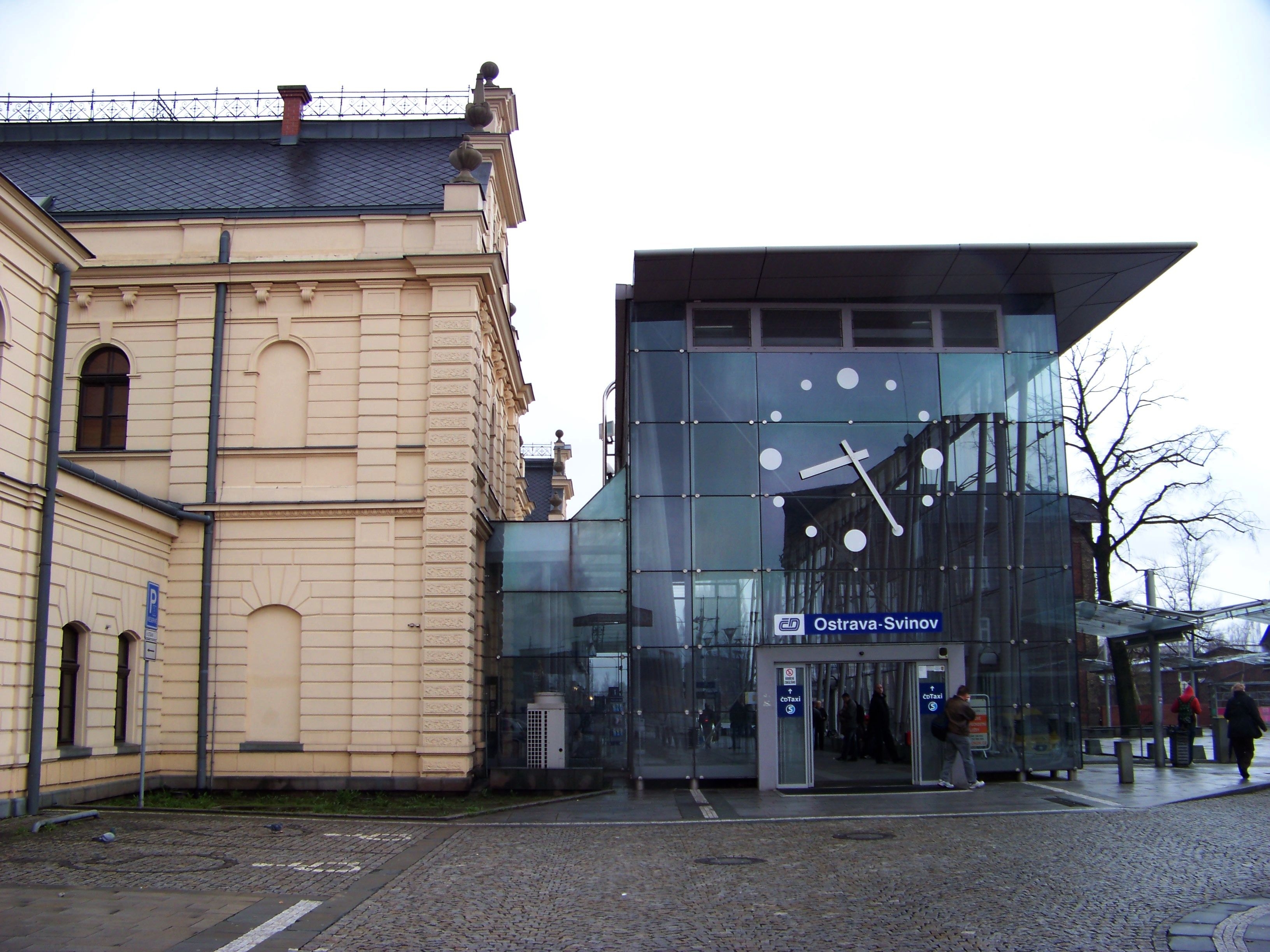
Nádražní budova v severní části
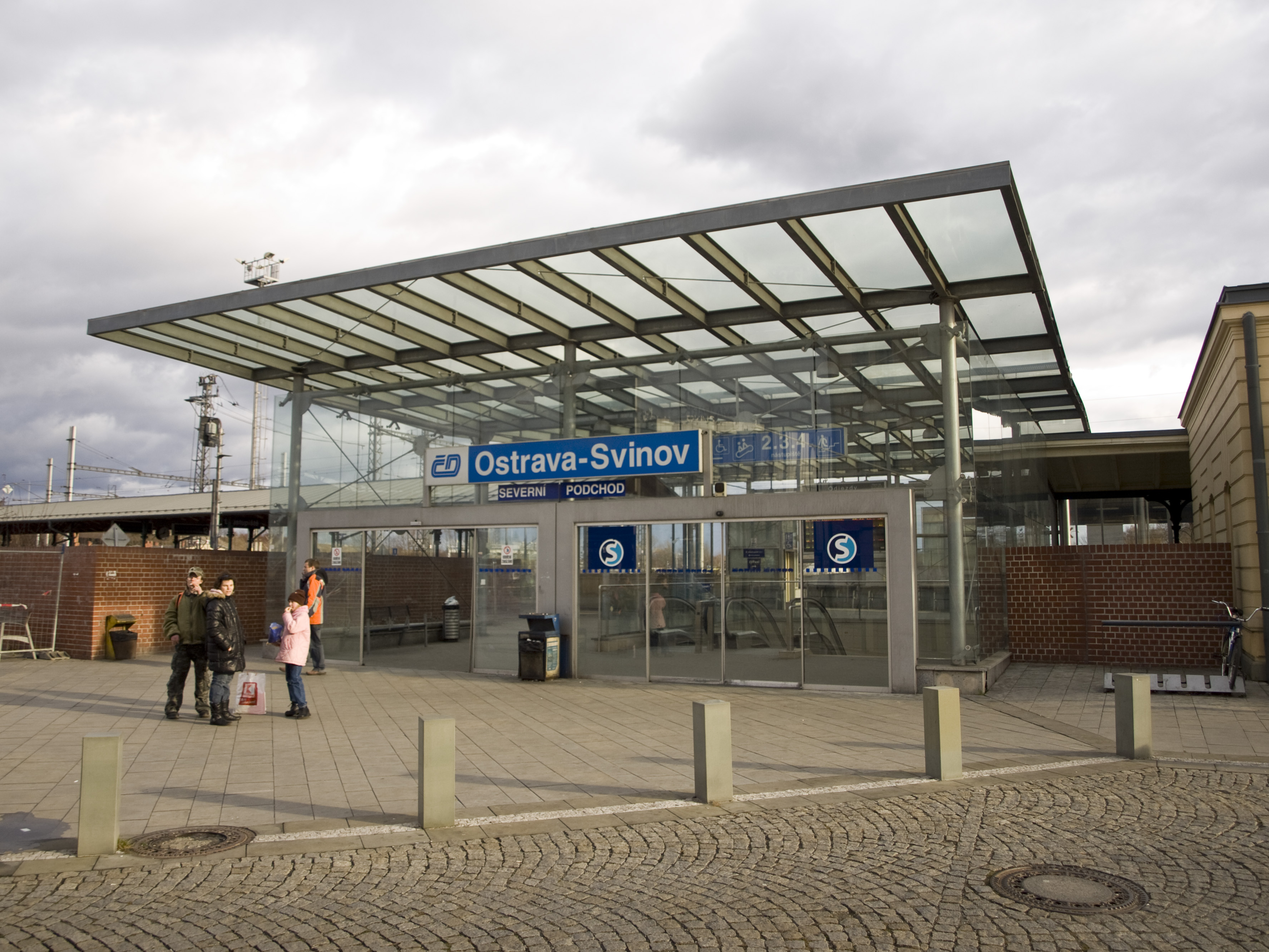
Vstup do severního podchodu vedoucího k nástupištím
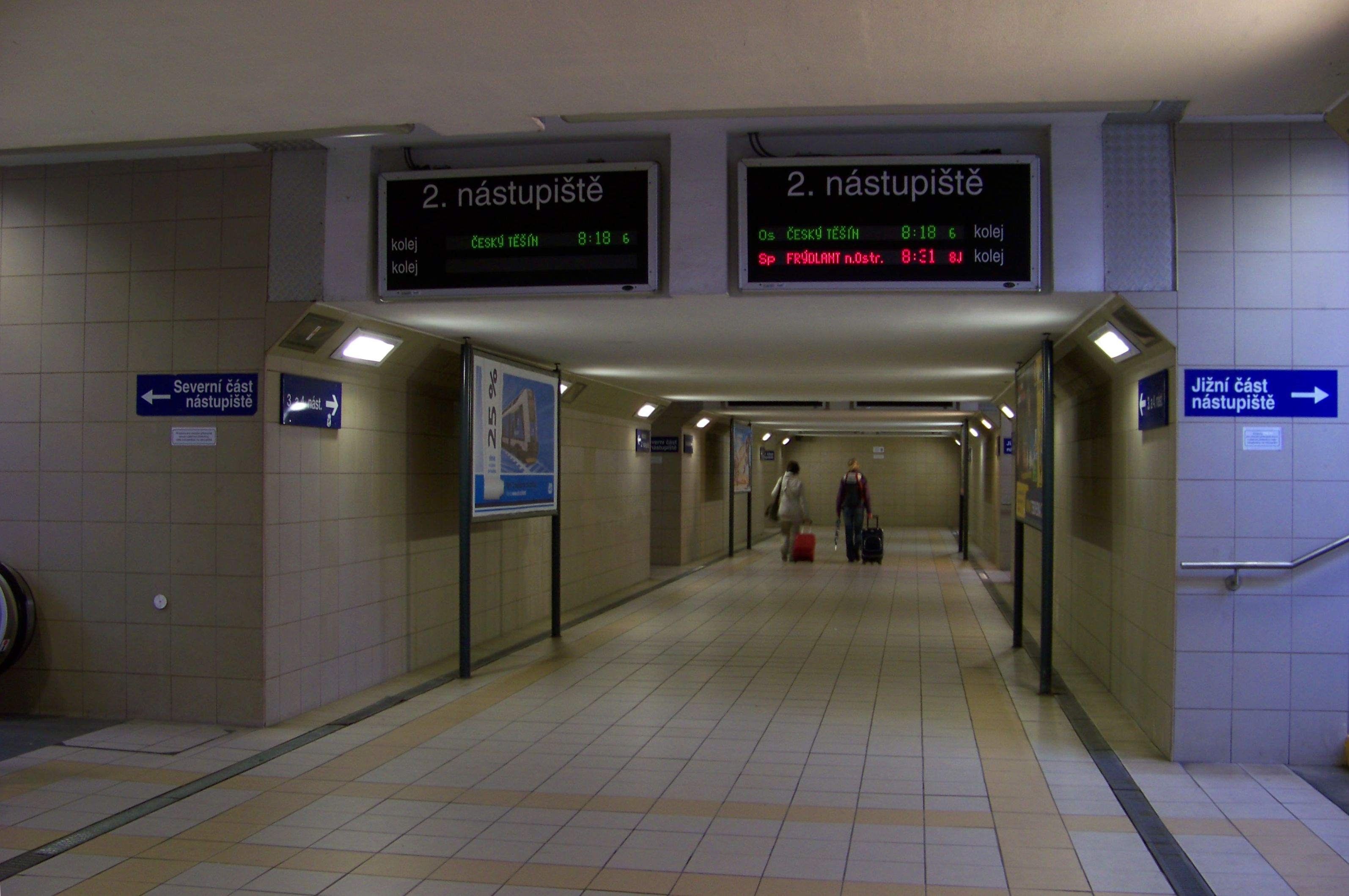
Jižní podchod
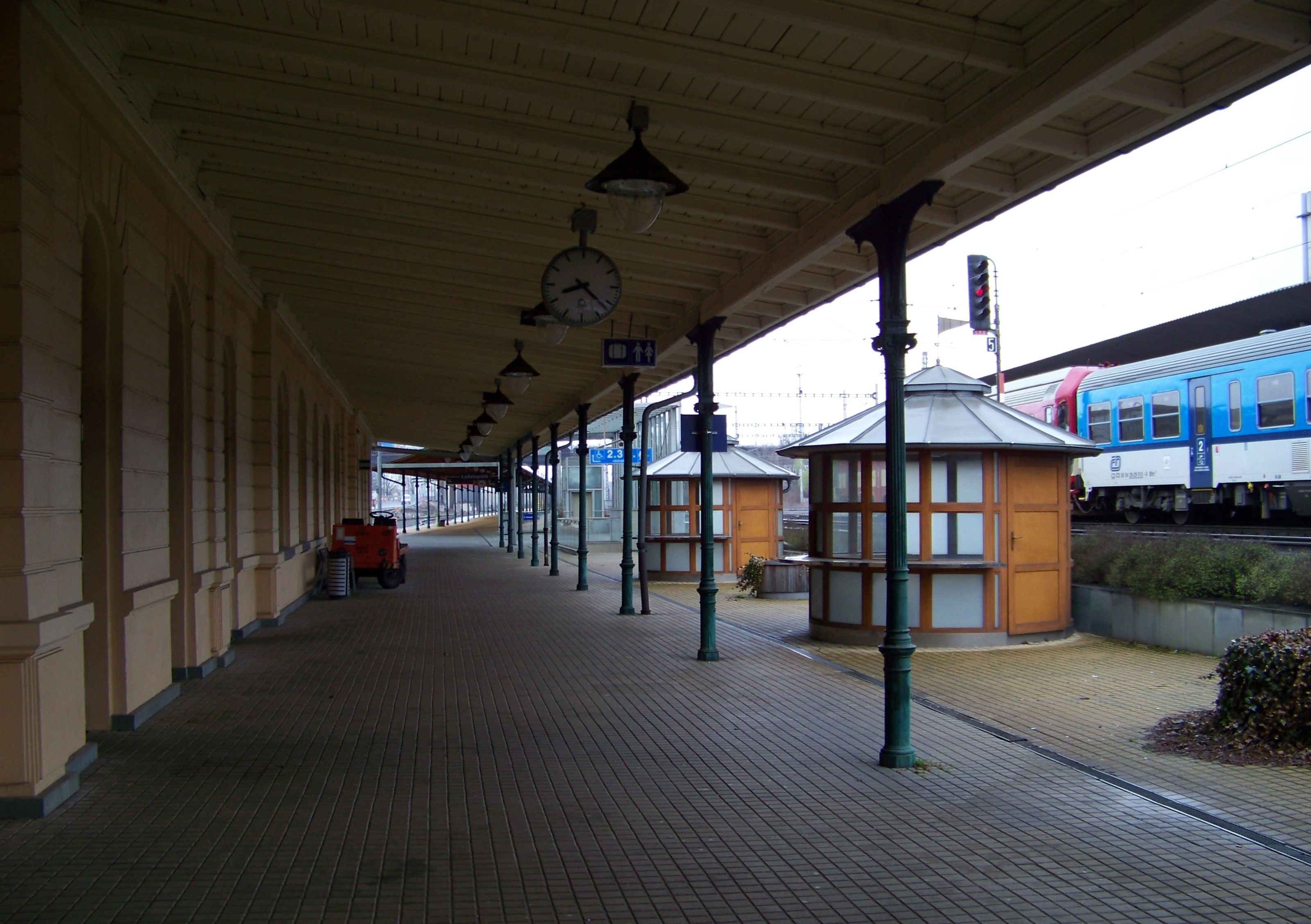
Bývalé 1. nástupiště v rámci výpravní budovy, dnes odpočinková zóna
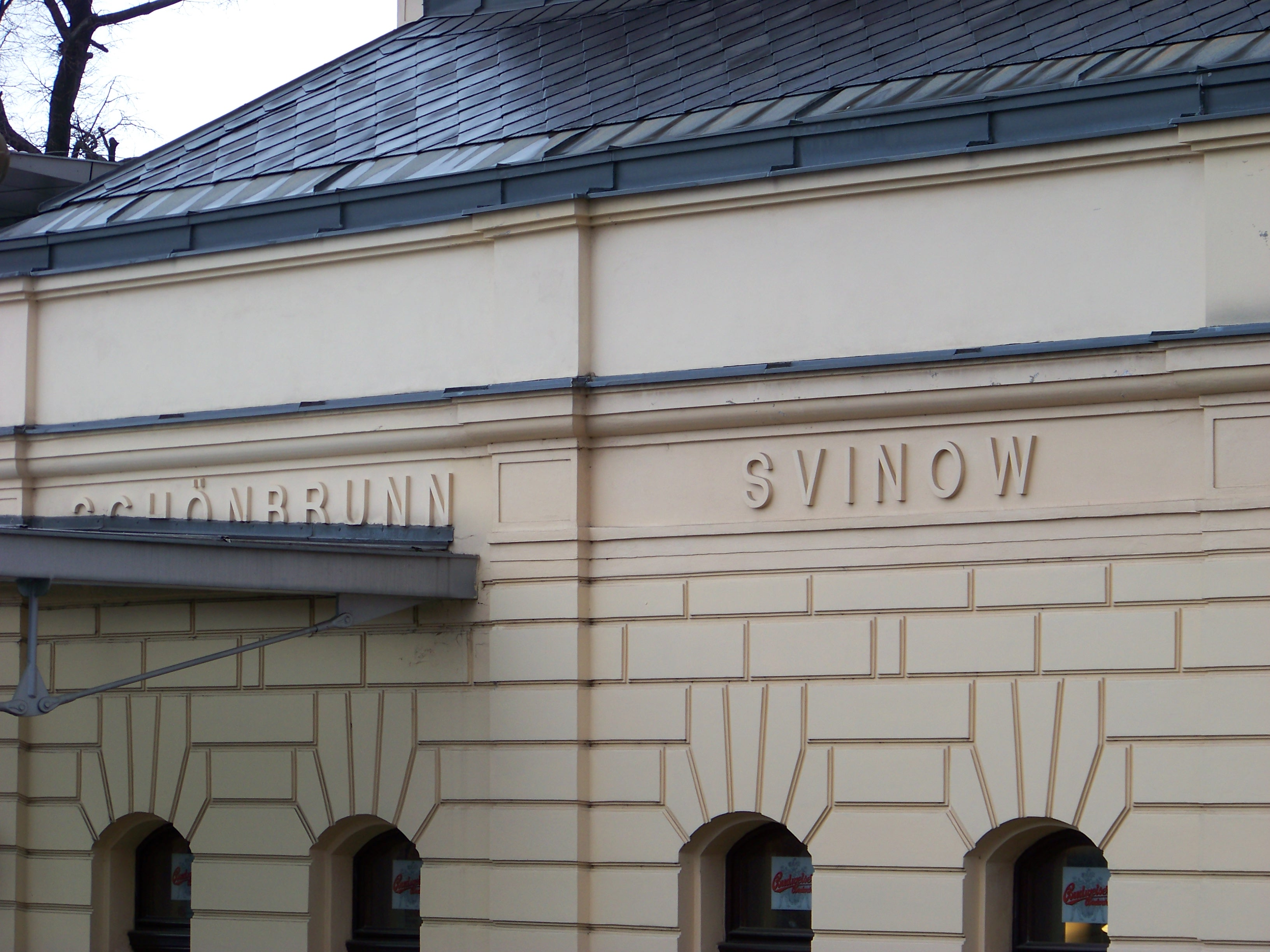
Dvojjazyčný název Schönbrunn/Svinow na venkovní fasádě historické výpravní budovy
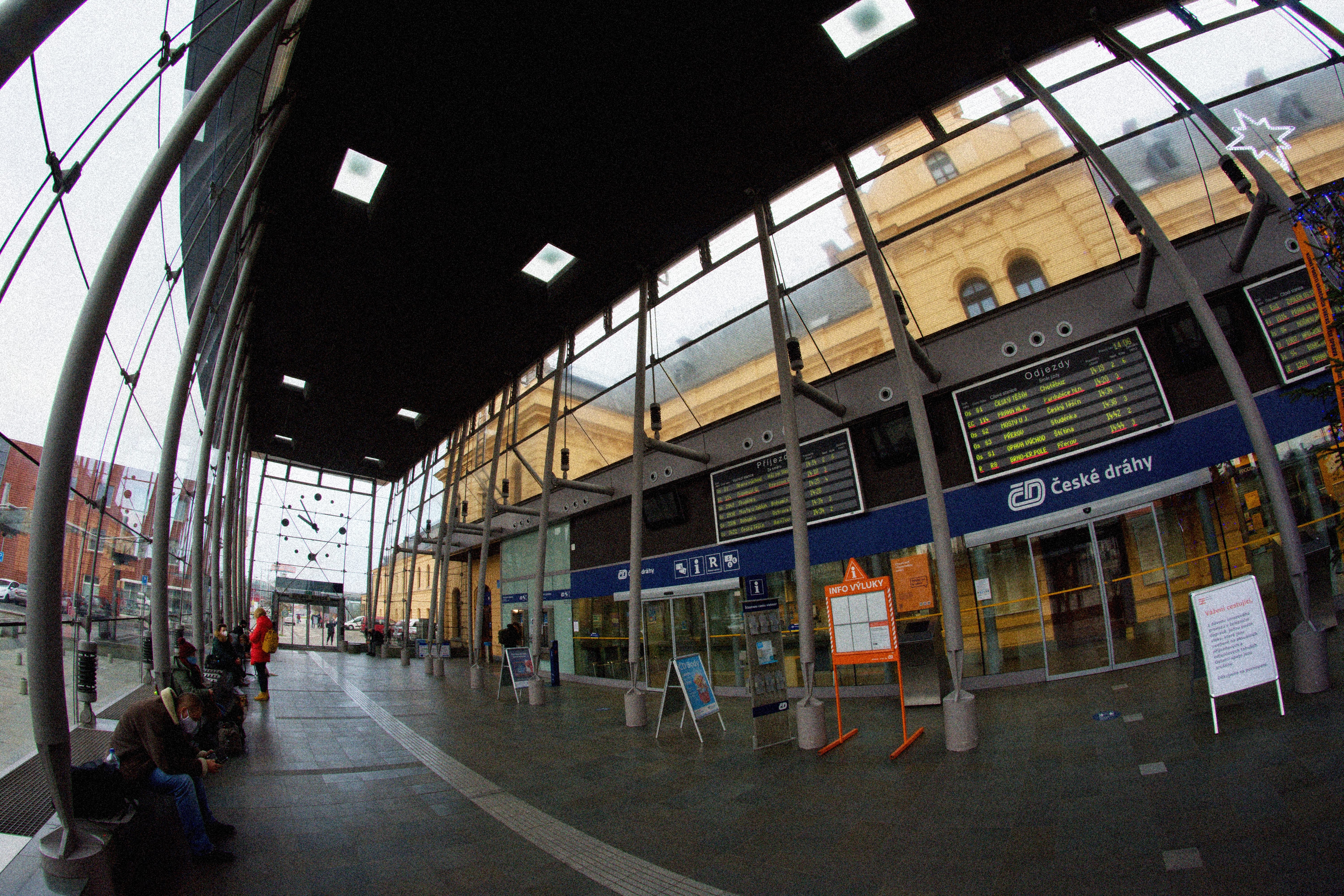
Vstupní atrium výpravní budovy přistavěné při rekonstrukci nádraží v roce 2006
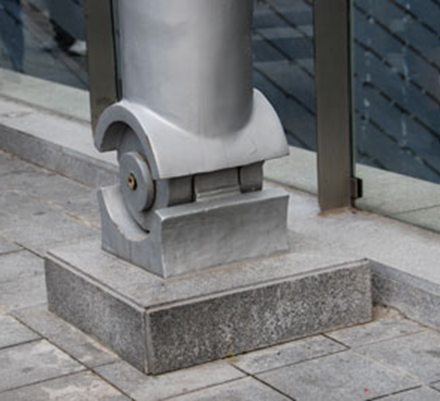
Pata konstrukce proskleného atria

### Historie

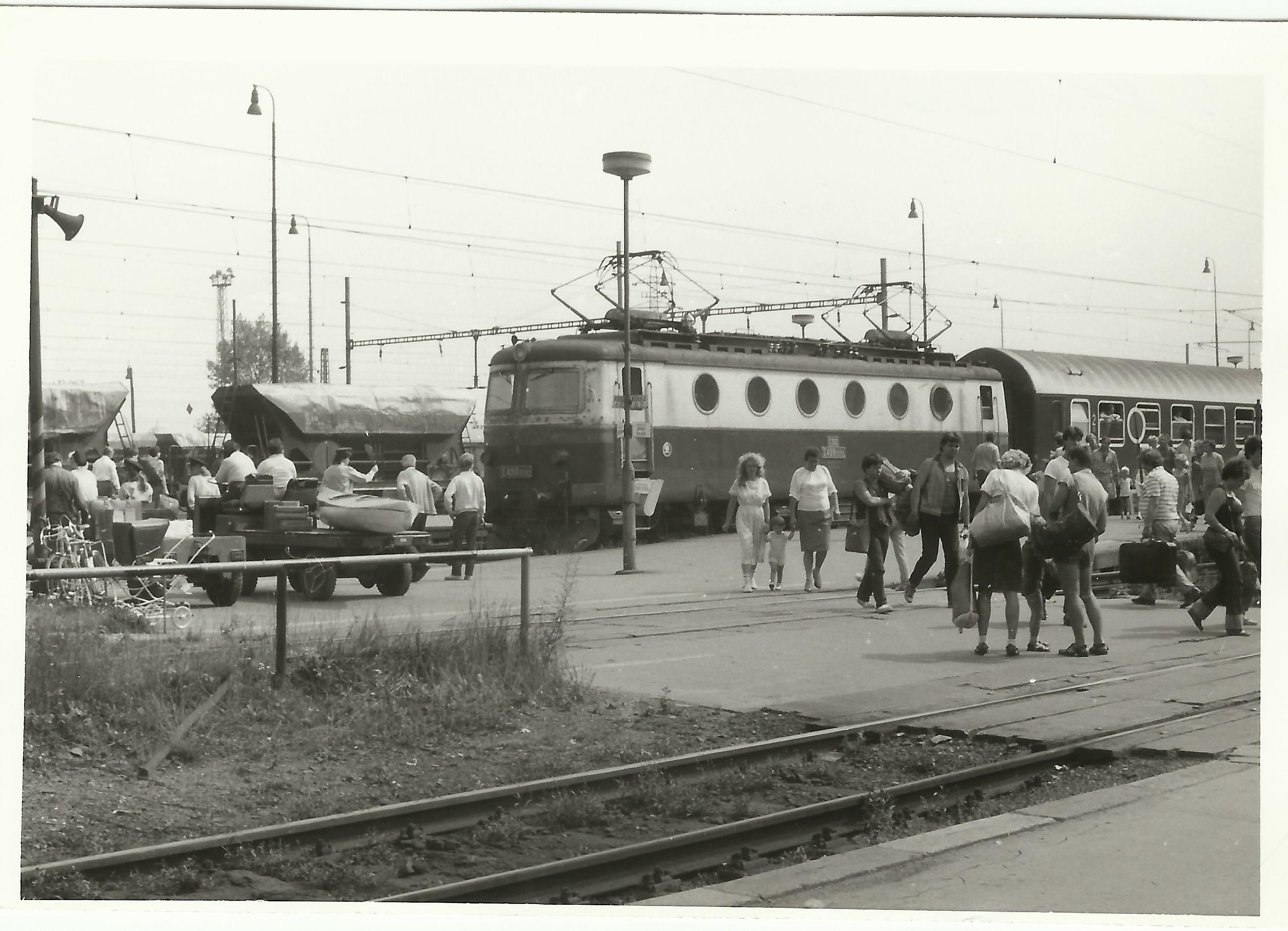
Severní úrovňový přechod přes koleje (1986)
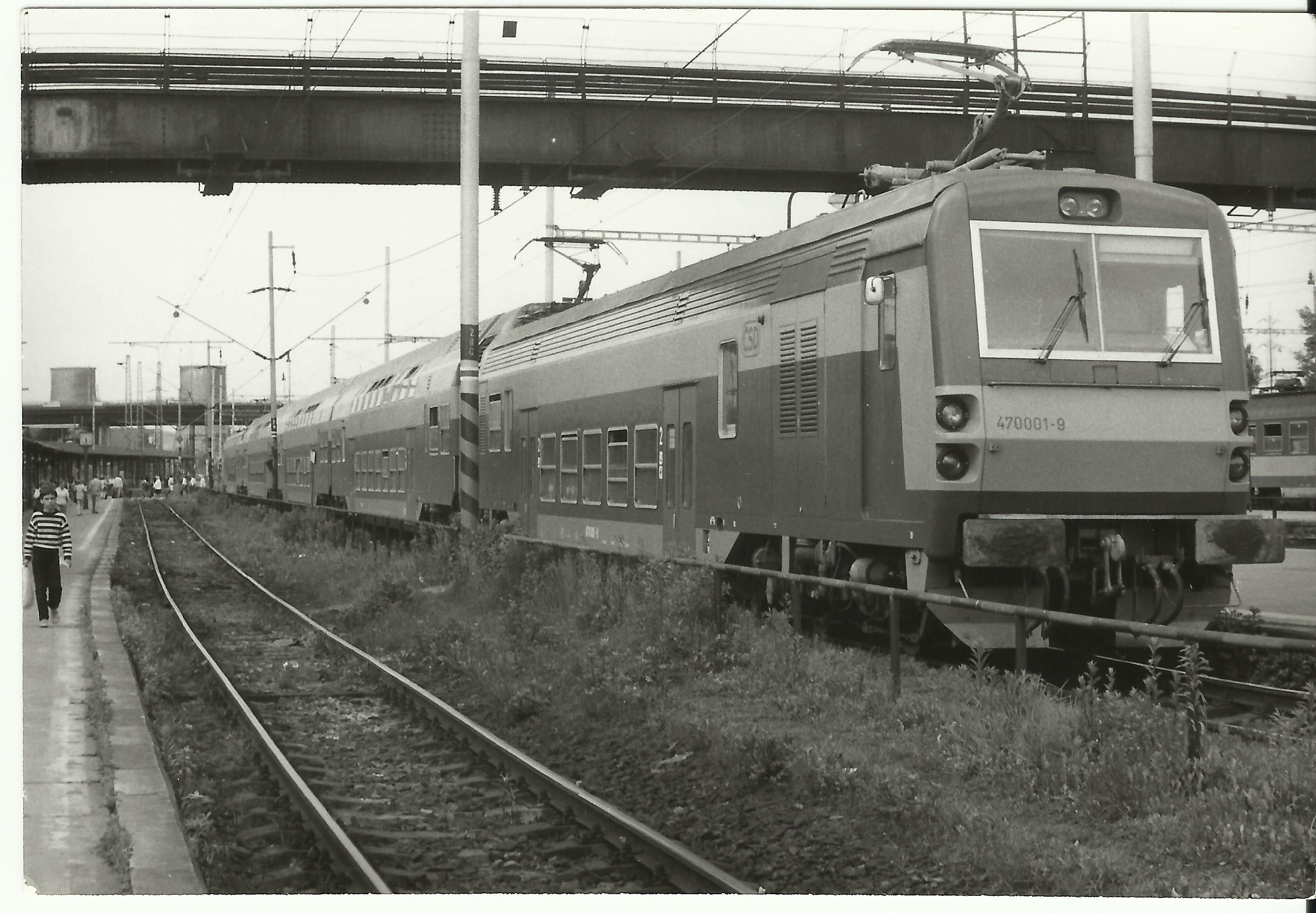
Pohled z jižní části 1. nástupiště s ocelovou lávkou (1991)
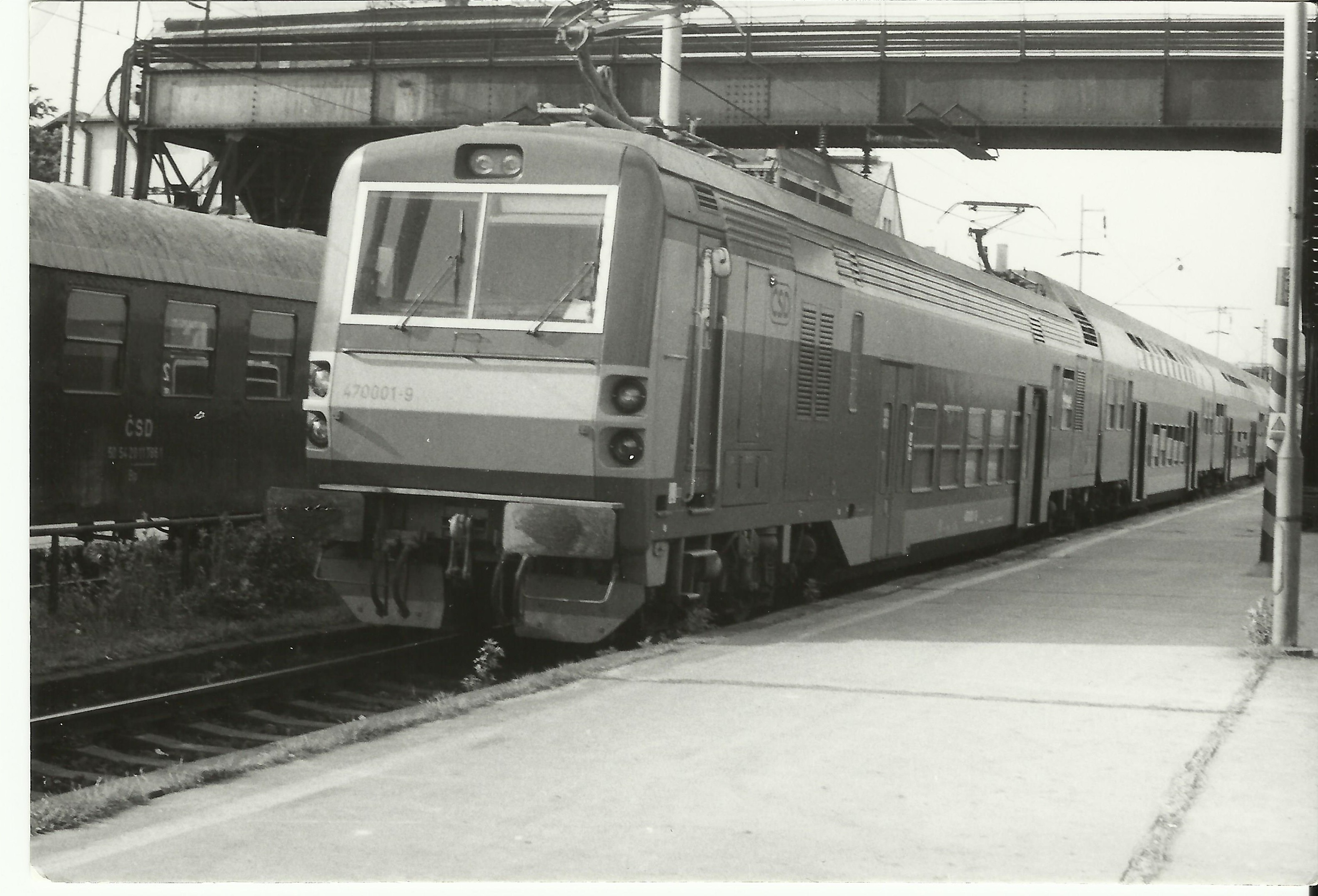
Pohled z jižní části 2. nástupiště s ocelovou lávkou (1991)
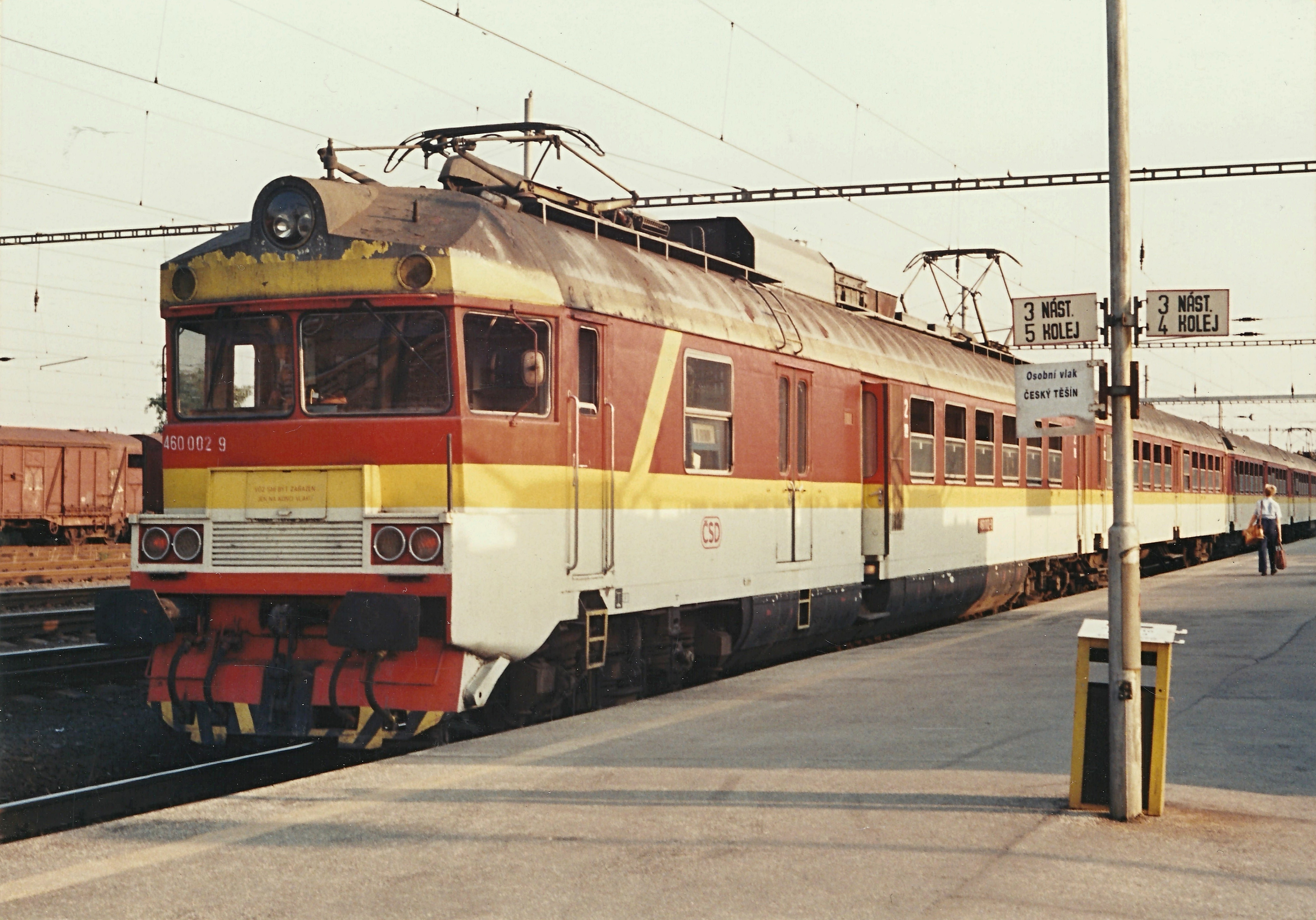
Elektrická jednotka 460 přistavená na 3. nástupišti (1991)
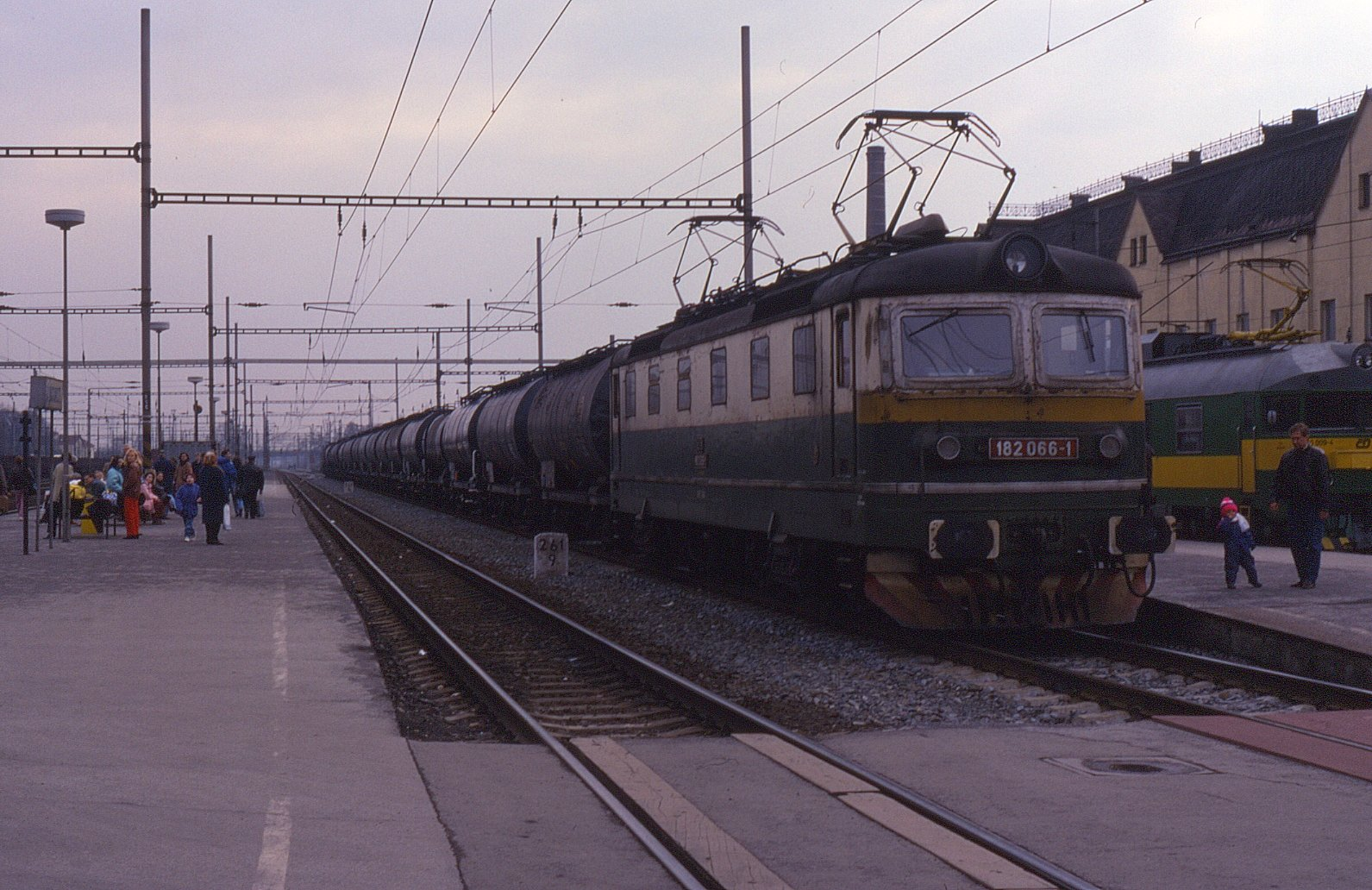
Pohled ze severní části 3. nástupiště na 2. nástupiště a výpravní budovu v pozadí (1996)
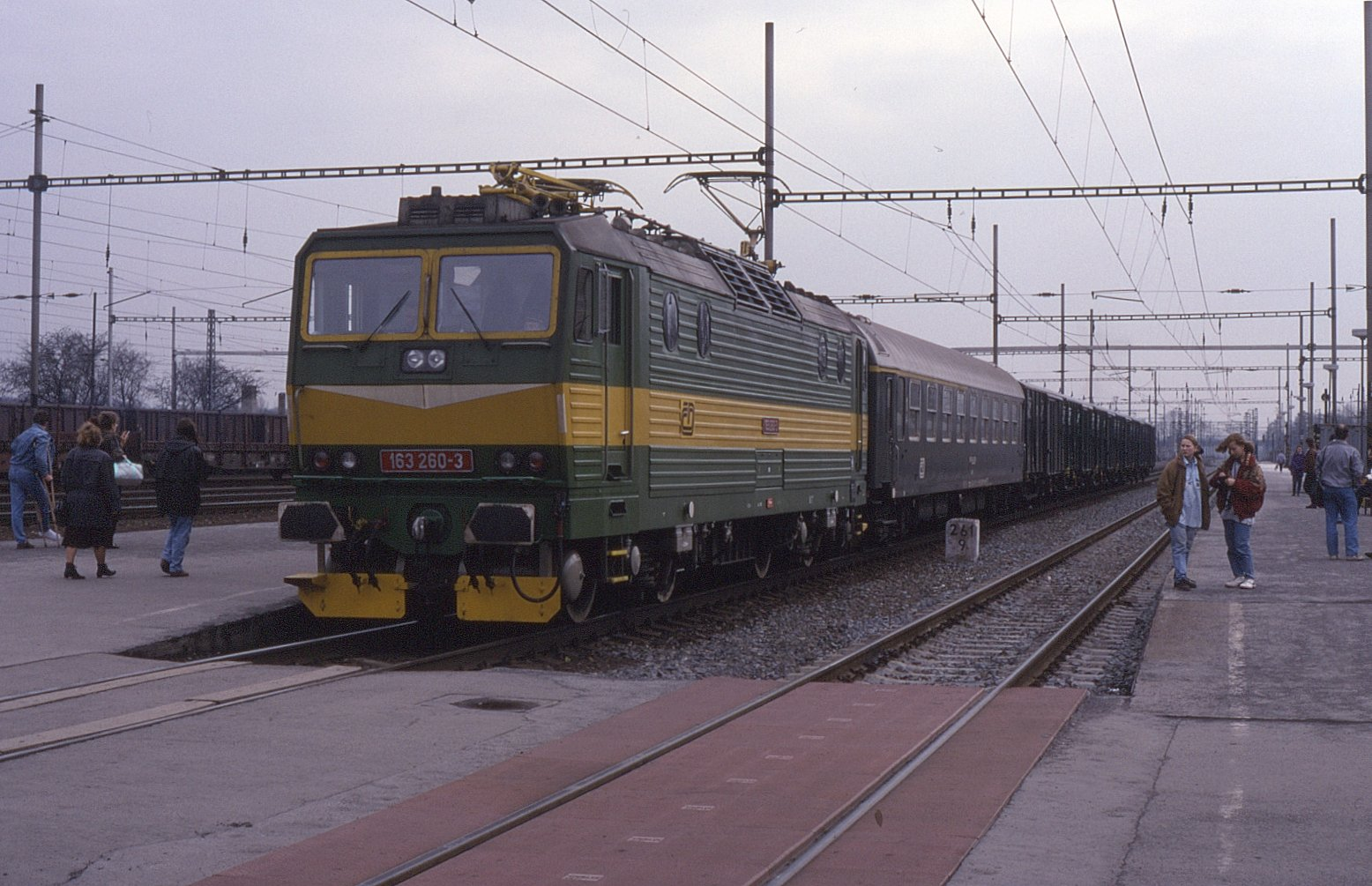
Pohled ze severní části 3. nástupiště na 4. nástupiště (1996)
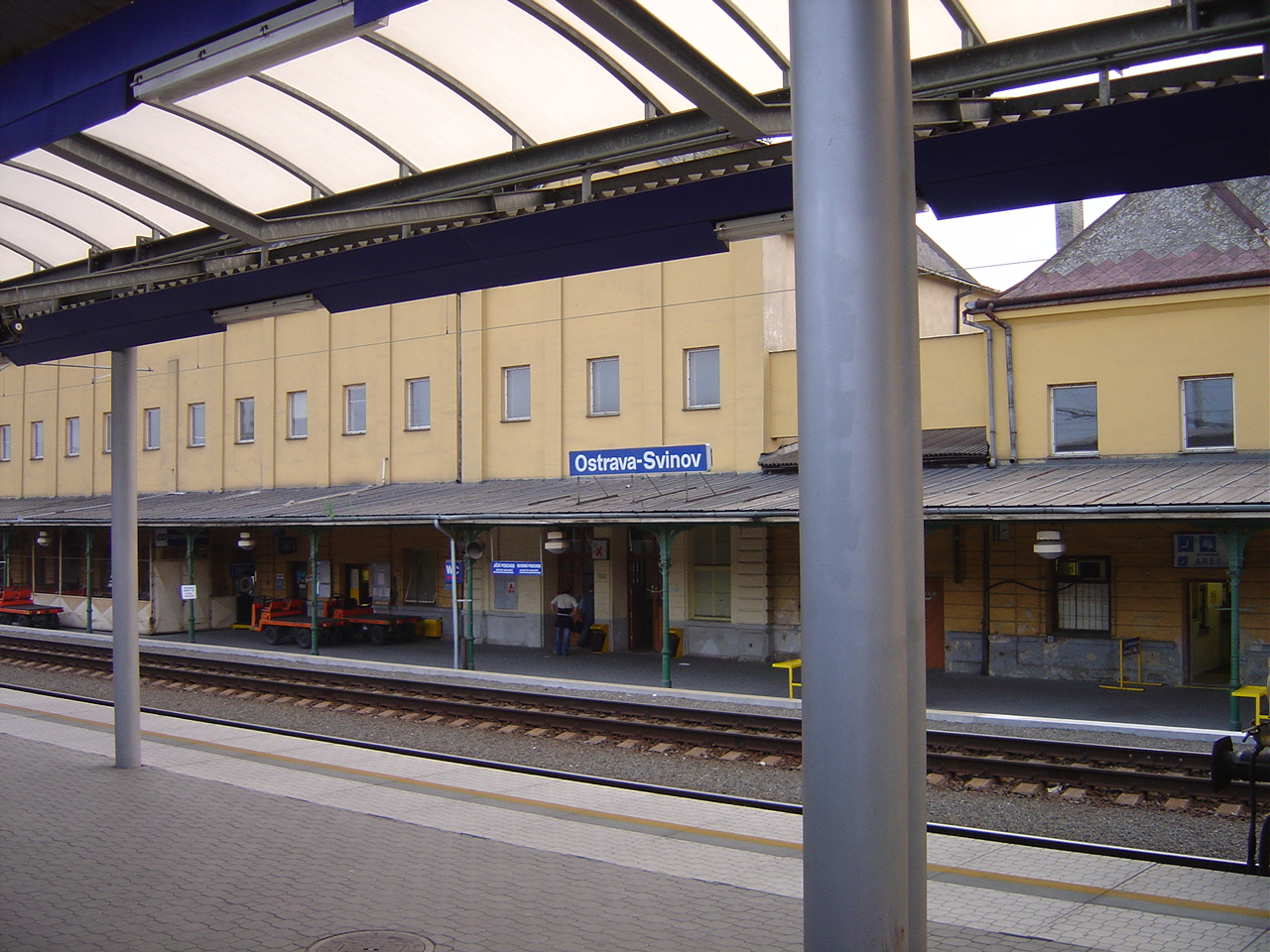
Výpravní budova před rekonstrukcí pohledem ze severní části 2. nástupiště (2004)